# 9287 Klima
9287 Klima este un asteroid din centura principală de asteroizi.

## Descriere
9287 Klima este un asteroid din centura principală de asteroizi. A fost descoperit pe 6 martie 1981 la Siding Spring de Schelte J. Bus. Asteroidul prezintă o orbită caracterizată de o semiaxă mare de 2,92 ua, o excentricitate de 0,09 și o înclinație de 0,9° în raport cu ecliptica.